# 麻栗坡小花藤
麻栗坡小花藤（学名：Micrechites malipoensis）为夹竹桃科小花藤属下的一种植物。种加词 malipoensis 意为“云南省文山州麻栗坡县的”。